# Beachsoccer Lansingerland
Beachsoccer Lansingerland is een Nederlandse beachsoccerclub uit Lansingerland in Zuid-Holland, opgericht in 2011. Het team komt uit in de Eredivisie Beachsoccer, dit is het hoogste niveau in Nederland. Beachsoccer Lansingerland is in 2011 ontstaan. Lansingerland startte in de Super League Beachsoccer, dit is het hoogste niveau beachsoccer in Nederland, inmiddels is deze competitie vervangen door de Eredivisie Beachsoccer.
In het seizoen 2012 werd er in de poulefase afgerekend met alle tegenstanders, maar was uiteindelijk PPS/Chique Fashion in de finale om het landskampioenschap te sterk voor Beachsoccer Lansingerland. In 2013 ging het tijdens de poulefase iets stroever met Beachsoccer Lansingerland maar wist het zich als nummer 2 achter Beachsoccer Hoorn/Samlex te plaatsen voor de halve finale. In deze halve finale was het wederom BSU Acerbis (voorheen PPS/Chique Fashion) dat te sterk was voor Beachsoccer Lansingerland. In 2013 deed Beachsoccer Lansingerland ook mee aan de Super Eight Masters in Ravenna, hier deden o.a. Udinese, AC Milan en Lazio Roma aan mee. Dit toernooi werd gewonnen door Beachsoccer Lansingerland door in de finale na strafschoppen te winnen van Romagna Beachsoccer.
Door de overwinning in 2013 werd er in 2014 wederom deelgenomen aan de Super Eight Masters in Ravenna. Wederom werd het toernooi door Beachsoccer Lansingerland gewonnen, dit jaar was het met 6 - 5 te sterk voor het Franse Tolone Beachsoccer.
Na het stoppen van Beachsoccer bij de KNVB in 2014 is de Super League vervangen door de Eredivisie. De Eredivisie is momenteel het enige en het hoogste niveau beachsoccer in Nederland.
In de reguliere poulefase werd Beachsoccer Lansingerland 1e in de poule. Het trof huidig landskampioen (Super League) BS Hoorn/Samlex in de kwartfinale, Beachsoccer Lansingerland won deze wedstrijd met 10 - 8, waarna in de halve finale het moest worden opgenomen tegen BS Egmond, huidig landskampioen  van de Eredivisie (voorheen KNVB). In de wedstrijd om de 3e en 4e plaats was Pelikaan BS Zwolle na strafschoppen te sterk nadat er in de reguliere speeltijd met 5-5 gelijk werd gespeeld.
In juli 2014 werden Beachsoccer Lansingerland spelers Mark Smith & Robert Steemers door Udinese voor een maand gehuurd door de Super Eight club uit Italië. Hier zou enkele competitierondes worden meegespeeld in de hoogste divisie in Italië, de Super Eight. Beide spelers waren tevens in 2015 wederom actief in de ENEL Serie A in Italië met Udinese.

## Prijzenkast
| Internationaal                |   |            |
| Super Eight Masters           | 2 | 2013, 2014 |
| International Beachsoccer Cup | 2 | 2013, 2014 |

## Resultaten competitie
| Competitie   | Positie | Jaar |
| ------------ | ------- | ---- |
| Super League | 2e      | 2012 |
| Super League | 3e      | 2013 |
| Eredivisie   | 4e      | 2014 |
| Eredivisie   | 3e      | 2015 |
| Eredivisie   | 4e      | 2016 |